# Zargidava
Zargidava (sau Zargedava) a fost o localitate geto-dacică, menționată de geograful Ptolemeu în Moldova centrală, la est de Siret, identificată arheologic de profesorul Vasile Ursachi pe teritoriul satului Brad (comuna Negri, județul Bacău). Este prima așezare care atestă începuturile urbanizării la daci, fiind dotată cu piață centrală, un sanctuar, un palat al șefului militar și o construcție deosebită privind fortificația. În acest sit au fost descoperite peste 200.000 de piese arheologice.

## Descriere
Zargidava este situată în satul Brad, comuna Negri, judetul Bacău, în partea de NV a satului, pe terasa stângă a Siretului. Situl este inclus în lista obiectivelor de patrimoniu național și universal, fiind încadrat în categoria A. Menționată de Ptolemeu în Geografia, care scrie despre trei așezări importante ale geto-dacilor pe Siret: Zargedava, Tamasidava și Piroboridava. Zargedava a fost identificată arheologic de către prof. dr. Vasile Ursachi în 1962. 

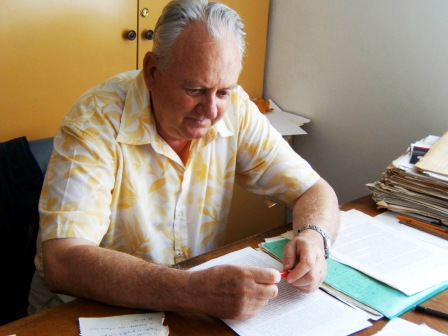
profesor doctor Vasile Ursachi

Cercetările care s-au desfășurat în perioada 1962-2002 nu au acoperit complet aria așezării antice, vaste zone din așezarea civilă de la poalele acropolei fiind încă necercetate. Straturi de locuire: eneolitic, epoca bronzului mijlociu, culturile Hallstatt B, La Tène (sec IV i.Hr.-sec II d.Hr.), epoca medievală (sec. XV-XVII), mai exact vorbim de culturile Cucuteni, Monteoru, Costișa și geto-dacică din epoca clasică și carpică, apoi epoca medievală.
Zargedava este prima așezare care atestă începuturile orașului la daci, dotat cu piață centrală, un sanctuar, un palat al șefului militar și o construcție deosebită privind fortificația. Cercetătorii au ajuns la concluzia că fortificațiile dacice au fost realizate pe fundațiile unora mai vechi, ce datau din perioada neolitică, atunci când s-a amenajat primul șanț de apărare și primul val de pământ pentru protejarea așezării. Aici s-au descoperit peste 200.000 de piese (piese ceramice, unelte, arme, podoabe, obiecte de uz casnic, etc)
Pe acropola cetății, arheologii au identificat o necropolă neolitică, dar și una medievală, ce conține aproximativ 1.000 de morminte. În așezarea deschisă, care se întinde la poalele acropolei și ocupă o suprafață de aproximativ 25.000 de metri pătrați, cercetătorii au identificat o serie de locuințe din perioada clasică dacică, sec I i.Hr. - sec. I d.Hr., dar și din perioada carpică (daci liberi), din sec. III d.Hr.

## Tezaurul de la Brad

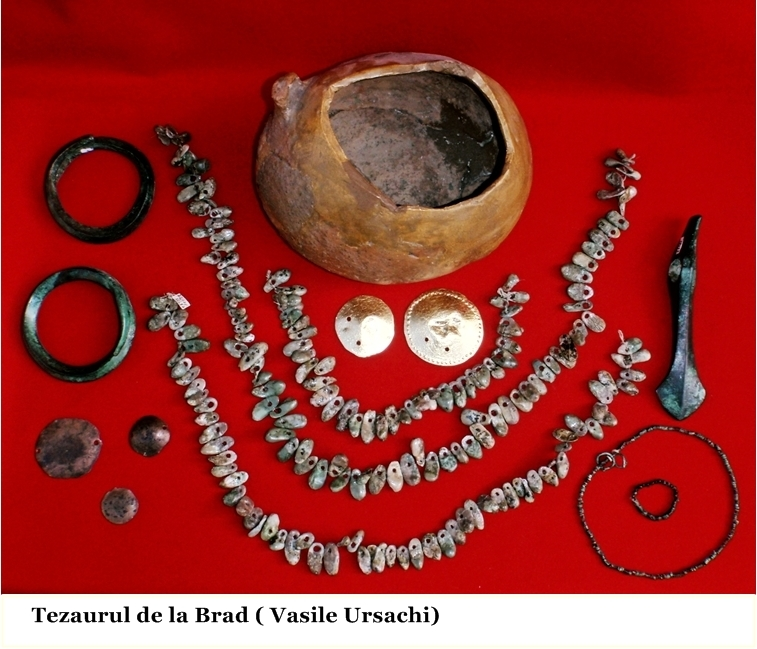
Tezaurul de la Brad

La Brad, în anul 1982, a fost descoperit unul din cele mai mari tezaure de obiecte de podoabă din sud-estul Europei, însumând aproape 500 de obiecte, între care și primele obiecte de aur din Cultura Cucuteni, element care a schimbat percepția potrivit căreia populația Cucuteni nu ar fi prelucrat acest metal prețios.

## Sit arheologic administrat de Asociația Vatra Daciei
În anii 1990, terenul corespondent acropolei așezării antice a fost atribuit unui sătean din Brad, deși zona figura drept obiect de patrimoniu național și universal de clasă A, fiind folosit drept pășune.

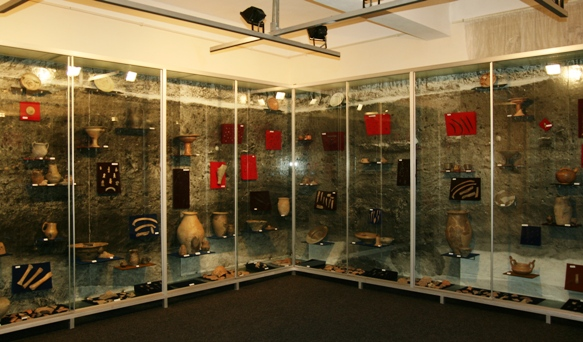
Muzeul de istorie Roman (piese găsite la Zargedava)

În toamna anului 2012, Octavian Bincu, un tânăr topograf din Bacău, efectuând în zonă măsurători pentru a întocmi fișa cadastrală a unui teren ce urma a fi vândut de către persoana ce deținea și acropola Zargedavei, a aflat de existenta acestui sit extrem de important și l-a contactat pe Valentin Roman, președinte al Asociației Vatra Daciei, informându-l cu privire la starea orașului antic. Acesta din urmă, împreună cu Adrian Grigoriu, arhitect și om de afaceri din București, au înaintat proprietarului o ofertă privind cumpărarea acropolei Zargedavei, ofertă acceptată de proprietar.

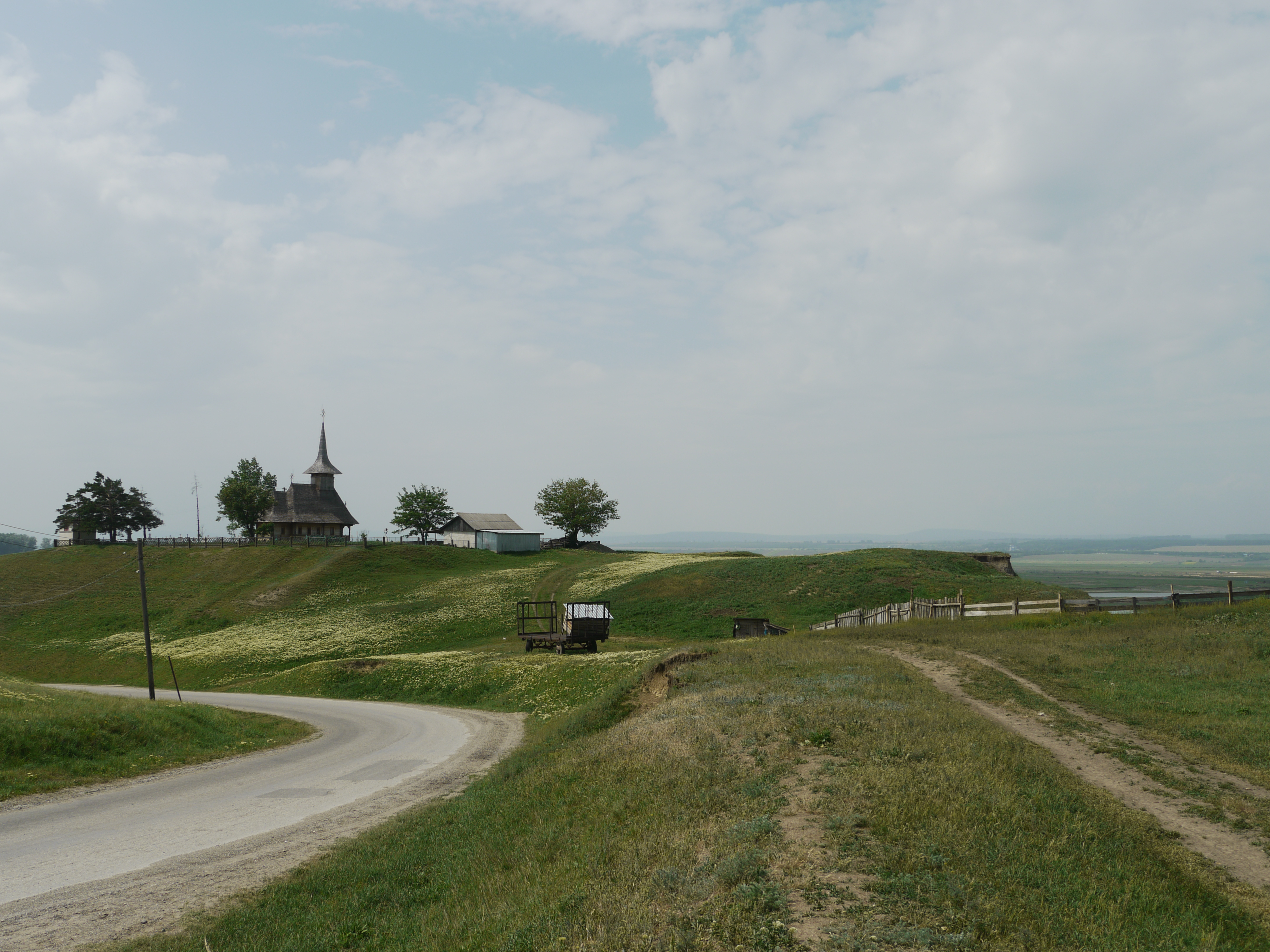
Zargedava, acropola

Acropola Zargedavei a intrat în administrarea Asociației Vatra Daciei, în luna octombrie 2013. A fost nevoie să fie urmați pașii legali cu privire la vânzarea-cumpărarea unui teren cu regim special, așa cum este cazul celui de față, însemnând întocmirea fișei de inventariere (care nu exista în arhiva Ministerului Culturii, deși situl era clasificat încă de acum câteva decenii) și informarea autorităților statului (Ministerul Culturii, Direcția Județeană de Cultură Bacău și Primăria Negri) cu privire la exercitarea de către acestea a dreptului de preemțiune (drept pe care acestea nu l-au exercitat), .
Odată cu preluarea de către Asociația Vatra Daciei a suprafeței de 12.900 de metri pătrați, ce corespunde în totalitate acropolei orașului antic, situl arheologic va fi redeschis spre cercetare. Aceasta înseamnă decopertarea vestigiilor imobile, identificate de prof. dr. Vasile Ursachi în cursul campaniilor de cercetare, și protejarea lor in situ, precum și demararea campaniei de cercetare a zonelor încă neexplorate arheologic. De asemenea, proiectul asociației prevede protejarea sitului, prin montarea unui gard și a unui post permanent de pază, precum și semnalizarea acestuia prin panouri informative ce vor fi instalate atât în aria sitului, cât și pe drumul dintre Bacău și comuna Negri.
Pe termen mediu și lung, cercetările vor fi extinse și în așezarea civilă deschisă. În urma unui parteneriat încheiat cu Muzeul Județean Bacău, Primăria Negri și Consiliul Local Negri, întreg situl urmează să fi inclus într-o arie protejată ce va deveni un muzeu în aer liber, un loc în care vizitatorii vor putea admira și înțelege mai bine urmele trecutului, precum și modul de viață a strămoșilor noștri neolitici și geto-daci.